# Перрі Мейсон

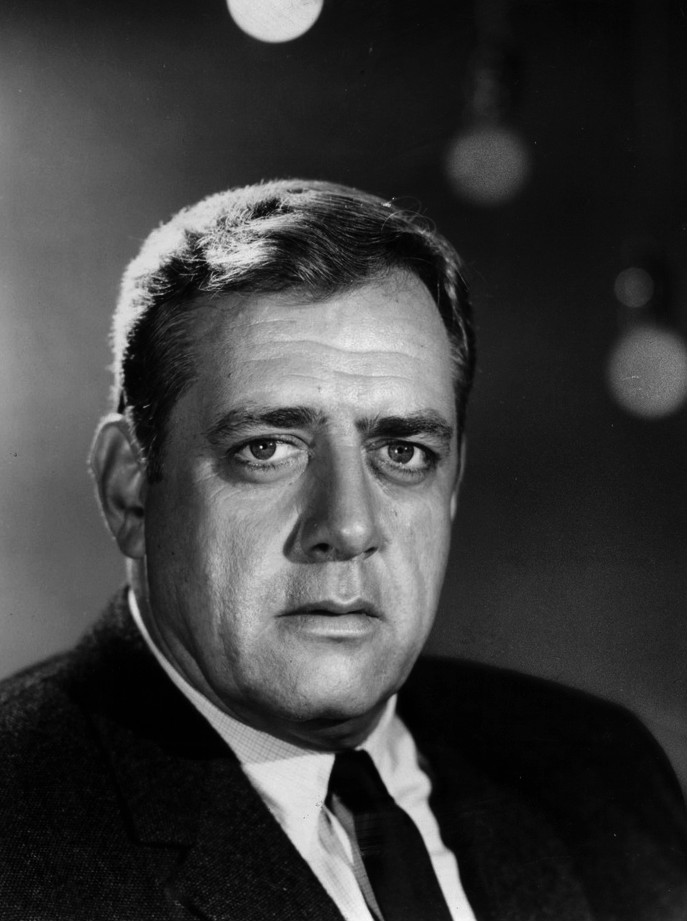
Реймонд Берр - актор, що зіграв Перрі Мейсона в однойменному серіалі

Перрі Мейсон (англ. Perry Mason) — практикуючий адвокат із Лос-Анжелеса, вигаданий американським письменником Ерлом Ґарднером.
Завдяки романам про пригоди Мейсона Ерл Ґарднер став одним із найбільш видаваних письменників США. Лише після смерті автора було продано близько 135 мільйонів його книг. Перший роман про пригоди Перрі Мейсона вийшов у 1934 р. Літературна серія про цього адвоката складається з вісімдесяти романів і декількох коротких оповідань. Ґарднер писав її майже сорок років, до 1973 р., коли був випущений останній роман Ґарднера про пригоди Перрі Мейсона.

## Історія виникнення персонажа
Перед тим, як почати писати романи про адвокатську діяльність, Ґарднер сам близько двадцяти років пропрацював адвокатом, тому в його романах помітне зразкове знання поліцейської та судової процедури, аспектів проведення судової експертизи та багатьох інших тонкощів адвокатської діяльності. Будучи ще дитиною, Ґарднер був постійним читачем бостонського журналу «Молодіжний компаньйон». Журнал виходив у видавництві «Перрі Мейсон і компанія». Ґарднер настільки любив цей дитячий журнал, що для свого літературного героя обрав саме ім'я видавця.

## Характеристика персонажа
На початку 1930-х Мейсон отримує ліцензію на право займатися адвокатською діяльністю, наймає секретаршу Деллу Стріт і приступає до роботи. У його діяльності йому допомагають приватний детектив Пол Дрейк, молодий помічник юриста Джексон і телефоністка Герті. Головним опонентом Мейсона у багатьох романах виступає окружний прокурор Гамільтон Бергер.
Головною відмінністю Мейсона від інших літературних адвокатів є те, що він не тільки захищає своїх клієнтів у суді, а й проводить власне розслідування. Паралельно з поліцією Перрі особисто досліджує місця злочинів, обставини їх скоєння, речові докази і добуває інформацію, що може допомогти виправдати його клієнтів і викрити справжніх злочинців.
Мейсон також щирий патріот своєї країни - він ветеран Другої світової війни, учасник висадки в Нормандії.

## Подальша доля персонажа
Після смерті Ґарднера у 1970 р. на екрани вийшло декілька серіалів, які не мали нічого спільного з літературним оригіналом, а персонажа узурпував Томас Частейн, що продовжив написання романів, але вони не були прийняті шанувальниками Ґарднерівського Перрі Мейсона.
Існує пісня Оззі Озборна «Perry Mason».